# سپاه بین‌المللی امداد و نجات
سپاه بین‌المللی امداد و نجات (به انگلیسی: International Rescue Corps)، سازمانی داوطلبانه جهت امدادرسانی و نجات به هنگام بروز فجایع است که در مقر آن در گرانگموت اسکاتلند واقع می‌باشد.
این سازمان، یک امدادرسانِ مستقلِ (بدون بودجهٔ دولتی) ثبت‌شده در سازمان ملل متحد و مورد تأیید شبکهٔ ملی کالج آزاد بریتانیا در زمینهٔ جستجو و امداد و نجات شهری است. سپاه بین‌المللی امداد و نجات که سازمانی خیریه محسوب می‌شود، تماماً به کمک اعانه‌های مردمی و حمایت‌های صنایع گردانده می‌شود. اعضای این سازمان، داوطلبانی هستند که هیچ حقوقی دریافت نمی‌کنند و تمامی خدمات ارائه شده توسط این سازمان رایگان است. تنها هدف این سازمان نجات جان انسان‌هاست.